# إيوان برودان
إيوان برودان (بالرومانية: Ion Prodan)‏ هو لاعب كرة قدم مولدوفي في مركز الدفاع، ولد في 21 مارس 1992 في أنيني نوي في مولدوفا. شارك مع منتخب مولدوفا تحت 21 سنة لكرة القدم. أما مع النوادي، فقد لعب مع ميلسامي أورهي ونادي بيتروكوب هينسشتي لكرة القدم ونادي ساكسان.

## وصلات خارجية
- إيوان برودان على موقع قاعدة بيانات كرة القدم.إي يو (الإنجليزية)
- إيوان برودان على موقع Soccerway.com (الإنجليزية)